# 黑大袋鼠
黑大袋鼠（學名Macropus bernardus）是一種袋鼠。牠們分佈在納巴雷克及南阿勒基得河之間，北領地阿納姆地的山區。由於分佈地有限，所以牠們被列為近危。
黑大袋鼠是最細小的大袋鼠，且是最特別的。牠們是兩性異形，雄袋鼠呈全黑色或深褐色，而雌袋鼠則是呈中灰色。牠們很害羞，夜間活動，但不會聚集。牠們會利用岩石陡坡作為遮蔭及逃避危險。

## 外部連結
- Department of Environment and Heritage Species[永久]